# ATC code R02
ATC code R02 فراورده‌های گلو زیرگروهی درمانی از سیستم طبقه‌بندی شیمیایی درمانی آناتومیک است. این سیستمِ متشکل از کدهای حرفی‌عددی را سازمان جهانی بهداشت برای طبقه‌بندی داروها و سایر تولیدات پزشکی ایجاد کرده است. زیرگروه R02 جزوی از گروه آناتومیک R دستگاه تنفس است.

کدهای مورد استفاده در دامپزشکی (کدهای ATCvet) را می‌توان با گذاشتن حرف Q جلو کدهای انسانی ATC ایجاد کرد: مثلاً QR02. 
ممکن است نسخه‌های ملی از طبقه‌بندی ATC حاوی کدهای اضافه‌ای باشند که در این فهرست (نسخهٔ سازمان جهانی بهداشت) نیامده باشند.

## R02A فراورده‌های گلو

### R02AAضدعفونی‌کننده‌ها
R02AA01 آمبازون
R02AA02 Dequalinium
R02AA03 ۲٬۴-دی‌کلروبنزیل الکل
R02AA05 کلرهگزیدین
R02AA06 ستیل پیریدینیوم
R02AA09 بنزتونیوم کلراید
R02AA10 بنزالکونیم کلرید
R02AA11 کلرکینالدول
R02AA12 Hexylresorcinol
R02AA13 Acriflavinium chloride
R02AA14 ۸-هیدروکسی‌کینولین
R02AA15 پوویدون آیوداین
R02AA16 بنزالکونیم کلرید
R02AA17 ستریمونیوم
R02AA18 هگزامیدین
R02AA19 فنول
R02AA20 Various
R02AA21 Octenidine

### R02ABآنتی‌بیوتیک‌ها
R02AB01 نئومایسین
R02AB02 تیروتریسین
R02AB03 فوزافونژین
R02AB04 باسیتراسین
R02AB30 گرمیسیدین

### R02AD Anesthetics, local
R02AD01 بنزوکائین
R02AD02 لیدوکائین
R02AD03 کوکائین
R02AD04 Dyclonine

### R02AX سایر فراورده‌های گلو
R02AX01 فلوربی‌پروفن
R02AX02 ایبوپروفن